# Джей Эй Стил
Джей Эй Стил (англ. J.A. Steel), настоящее имя — Жакли́н Эй Ра́ффнер (англ.  	Jacquelyn A. Ruffner; 12 декабря 1969, Гринсберг, Пенсильвания, США) — американский сценарист, режиссёр, продюсер, монтажёр, каскадёр и актриса.

## Биография
Стил, урождённая Жаклин Эй Раффнер, родилась в Гринсберге, Пенсильвания, США, а выросла в Харрисон-Сити. Её актёрский дебют состоялся в 7-летнем возрасте, когда она появилась в нескольких школьных пьесах (многие из которых написала сама) и продолжала играть, пока она не получила стипендию летней театральной программы в возрасте 14 лет.
В начале 1993 года Стил основала компанию «Warrior Entertainment». Основное внимание компании уделялось управлению музыкой, а в 1995 году Стил заключила первый контракт с американским артистом Сашей Алексеевым и тайваньской звукозаписывающей компанией «Rock Records». Альбом Алексеева, «Wintertones», был выпущен в 1996 году, так как экономика Азии была на грани краха, рекордные продажи были медленными.
Наиболее известна по роли Си Александры Джонс из фильма «Третье общество» (2002).
Лауреат премий «Bare Bones International Film & Music Festival» (2004, одно третье и два вторых места в 2008), «Park City Film Music Festival» (2005, 2008), «Louisville Fright Night Film Fest» (2007), «Accolade Competition» (2010, 2016), «Goldie Film Awards» (2011), «Best Shorts Competition» (2016), «Indie Fest USA International Film Festival» (трижды в 2016), «International Independent Film Awards» (дважды в 2016) и «WorldFest Houston» (2016).
В 2009—2011 годы Джей Эй была жената на продюсере Джессике М. Бэйр.

## Избранная фильмография
| Год  |   | Русское название | Оригинальное название | Роль           |
| ---- | - | ---------------- | --------------------- | -------------- |
| 2010 | с | Доктор Хаус      | House                 | штатный хирург |